# Kapanga grana
Kapanga grana là một loài nhện trong họ Hahniidae.
Loài này thuộc chi Kapanga. Kapanga grana được Raymond Robert Forster miêu tả năm 1970.